# Emmanuel Episcopal Church (Boston)

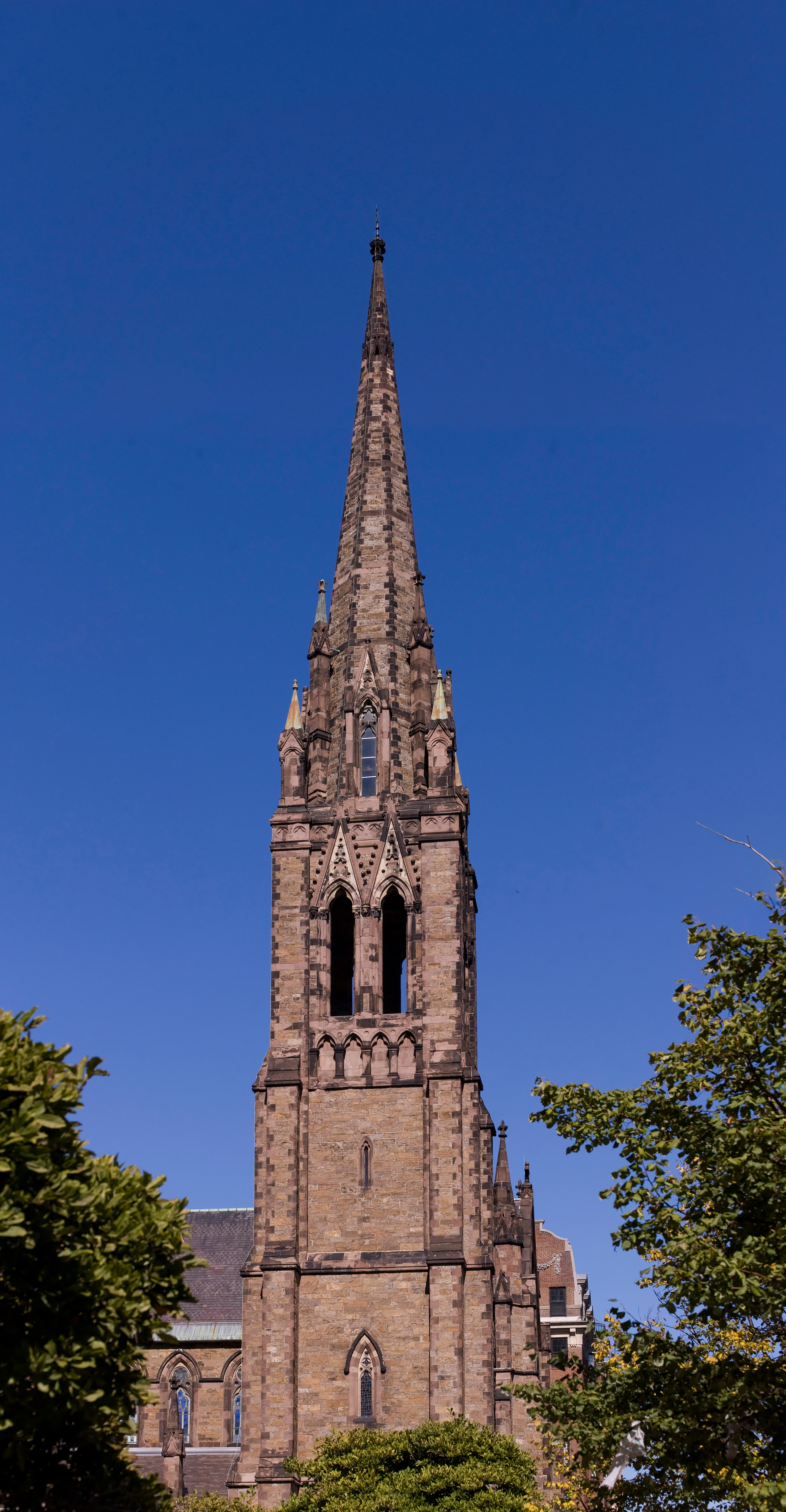
Kirchturm der Emmanuel Episcopal Church

Die Emmanuel Episcopal Church ist ein historisches Kirchengebäude in Boston im Bundesstaat Massachusetts der Vereinigten Staaten. Das vom Architekten Alexander Rice Esty entworfene und im Jahr 1860 errichtete Bauwerk gehört zur Episcopal Diocese of Massachusetts und war das erste Gebäude, das an der Newbury Street (heute Nr. 15) im damals neuen Stadtteil Back Bay entstand. Der Gründer der Kirche war Frederic Dan Huntington.

## Gebäude

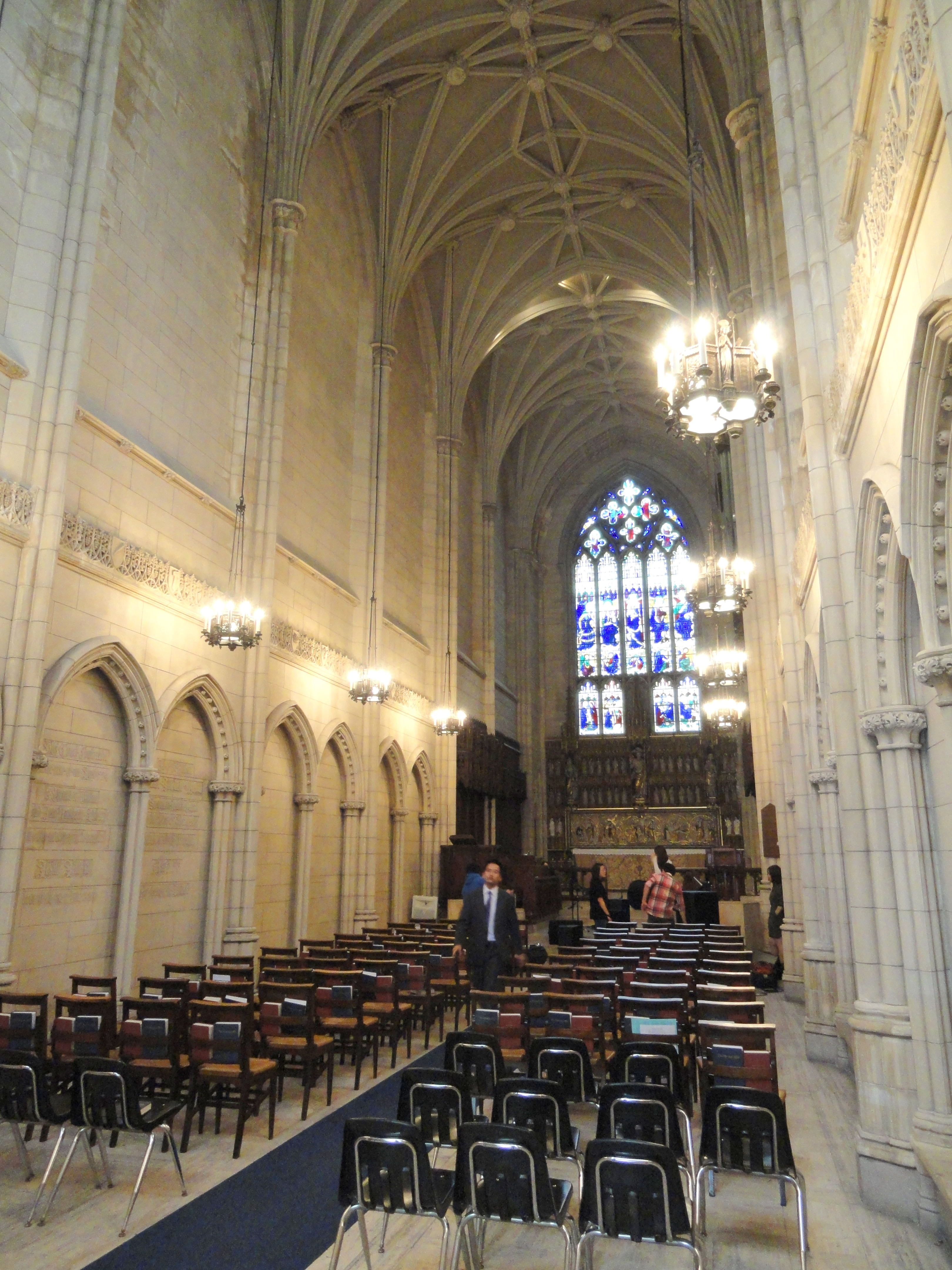
Innenansicht der Kapelle

Der US-amerikanische Künstler Frederic Crowninshield gestaltete im Jahr 1899 das zentrale Fenster im Altarraum der Kirche, das eine Szene aus dem Buch Pilgerreise zur seligen Ewigkeit von John Bunyan zeigt, in der die Frömmigkeit, eine allegorische Figur aus dem ersten Teil des Buches, den Weg in das Land von Immanuel weist.

### Leslie Lindsey Memorial Chapel
Die 1924 geweihte Leslie Lindsey Memorial Chapel gilt als architektonisches Kleinod. Ein Großteil der Einrichtungsgegenstände, darunter der Altar, die Bleiglasfenster, das Lesepult sowie die meisten der Statuen, wurden vom aus Schottland stammenden Architekten Ninian Comper im Stil der Neugotik entworfen. Die Kapelle ist den Eheleuten Leslie Lindsay und Stewart Manson gewidmet, die im Jahr 1915 in der Kirche ihre Ehe geschlossen hatten und nur zehn Tage später bei dem Torpedoangriff durch das deutsche U-Boot U 20 auf die Lusitania ums Leben kamen.

## Gemeindearbeit
Zu Beginn des 20. Jahrhunderts war die Gemeinde mit ihrem als Immanuel-Bewegung bekannt gewordenen Wohltätigkeitsprogramm sehr erfolgreich und trug zur Gründung einer Vielzahl von Selbsthilfegruppen für psychische Störungen bei, zu denen sie auch die Alkoholkrankheit zählte. Die Mitglieder der Gruppe Emmanuel Music tragen regelmäßig Bachkantaten vor, die auf das Kirchenjahr abgestimmt sind.
In einer konfessionsübergreifenden Kooperation mit der jüdischen Gemeinde Boston Jewish Spirit werden unter anderem gemeinsame Gottesdienste und Predigten für die jeweils andere Gemeinde gestaltet.